# Prêmio aos melhores do voleibol do século XX
Prêmio aos melhores do voleibol do século XX foi uma honraria dada pela Federaçao Internacional de Voleibol (FIVB) a atletas, equipes e técnicos do voleibol mundial, em seis categorias: Melhor Jogador, Melhor Jogadora, Melhor Equipe Masculina, Melhor Equipe Feminina, Melhor Técnico(a) de Equipe Masculina, Melhor Técnico(a) de Equipe Feminina.
A votação foi feita por 1200 jornalistas, 218 federações nacionais, representantes de cadeias de televisão e patrocinadores. No dia 28 de Novembro de 2000, um júri de nove personalidades se reuniu na sede da FIVB, em Lausanne, e divulgou a lista dos vencedores.
O Brasil teve representantes nas seis categorias. Renan Dal Zotto e Bernard, foram cotados para o melhor jogador do século. A seleção brasileira, medalha de ouro em Barcelona-92 e campeã da Liga Mundial de 1993, concorreu entre as melhores equipes. O técnico José Roberto Guimarães, concorreu a melhor técnico. Ana Moser, Fernanda Venturini e Márcia Fu concorreram ao prêmio de melhores atletas do século. A seleção nacional feminina do período entre 1994 e 1996 também foi cotada para o título de melhor equipe. No prêmio para treinadores, Bernardinho foi um dos concorrentes, na categoria melhor técnico de equipe feminina.

## Indicados

### Pré-finalistas
Melhor jogador
- Brasil - Renan Dal Zotto e Bernard Rajzman
- Estados Unidos - Karch Kiraly, Steve Timmons, e Gene Selznick
- Japão - Katsutoshi Nekoda, Oko e Morita
- Itália - Zorzi, Gardini, Lorenzo Bernardi e Giani
- Alemanha - Schultz e Schuman
- Espanha - Pascual
- Cuba - Despaigne e Diego Lapera
- República Tcheca - Josef Musil e Koudelka
- França - Fabiani e Bouvier
- Bulgária - Zlatanov e Karov
- Argentina - Hugo Conte e Milinkovic
- União Soviética - Konstantin Reva
- Polônia - Tomas Wojtowicz

Melhor jogadora
- Brasil - Ana Moser, Fernanda Venturini e Márcia Fu
- Estados Unidos - Hyman e Debbie Green
- Japão - Nakamura, Takagi e Tamura
- China - Lang Ping, Liang Yan e Jinfang
- Cuba - Mireya Luis, Regla Torres e Mercedes Pérez
- Coréia do Sul - Hye-Jong Cho e Mee-Hee Park
- Peru - Fuentes e Cecilia Tait
- Rússia - Inna Ryskal, Buldarova e Smoleeva

Treinadores de seleções femininas
- Brasil - Bernardinho
- Estados Unidos - Arie Selinger
- Japão - Hirofumi Daimatsu e Shigeo Yamada
- China - Yuan Weimin
- Cuba - Eugenio George
- Rússia - Nicolai Karpol e Akyavlediani

Treinadores de seleções masculinas
- Brasil - José Roberto Guimarães
- Itália - Julio Velasco
- Estados Unidos - Douglas Beal e Marvin Dunphy
- Japão - Yasutaka Matsudaira
- Rússia - Viacheslav Platonov
- França - Eric Daniel
- Cuba - Juan Diaz
- República Tcheca - Josef Kozak
- Bulgária - Dimitar Gigov
- Polônia - Hubert Wagner

Melhor seleção feminina
- Brasil - 1994-1996
- China - 1981-1985
- Japão - 1962-1964
- Estados Unidos - 1982-1984
- Cuba - 1992-1996
- Rússia - 1988-1992

Melhor seleção masculina
- Brasil - 1992-1993
- Estados Unidos - 1984-1988
- Japão - 1968-1972
- Itália - 1989-1992
- Holanda - 1992-1996
- Cuba - 1989-1991
- Alemanha - 1970
- Tchecoslováquia - 1970
- Polônia - 1974-1976
- União Soviética - 1978-1982

### Finalistas
Homens
- Peter Blangé, Países Baixos
- Hugo Conte, Argentina
- Renan Dal Zotto, Brasil
- Katsutoshi Nekoda, Japão
- Karch Kiraly, EUA
- Josef Musil, Tchecoslováquia
- Konstantin Reva, União Soviética
- Tomasz Wójtowicz, Polónia

Mulheres
- Lang Ping, China
- Inna Ryskal, URSS
- Fernanda Venturini, Brasil
- Regla Torres, Cuba

Técnicos de times masculinos
- Brasil - José Roberto Guimarães
- Estados Unidos - Douglas Beal
- Japão - Yasutaka Matsudaira
- Rússia - Viacheslav Platonov

Técnicos de times femininos
- Brasil - Bernardinho
- Japão - Hirofumi Daimatsu
- Cuba - Eugenio George
- Rússia - Givi Akhvlediani

Melhor seleção feminina
- Brasil - 1994-1996
- Japão - 1962-1964
- Cuba - 1992-1996
- URSS - 1988-1992

Melhor seleção masculina
- Brasil - 1992-1993
- Estados Unidos - 1984-1988
- Japão - 1968-1972
- Itália - 1989-1992

### Vencedores
- Melhores Jogadores - O americano Karch Kiraly e a cubana Regla Torres foram eleitos pela FIVB.[4]
  - Menções honrosas: O russo Konstantin Reva e o japonês Katsutoshi Nekoda entre os homens, a russa Inna Ryskal entre as mulheres.[5]
- Melhores Equipes - A Seleção Italiana Masculina (1990-98) e a Seleção Japonesa Feminina (1960-1965) foram declarados as melhores seleções do século XX.[6]
  - Menções honrosas:  A Seleção dos Estados Unidos, medalha de ouro em Los Angeles/1984 e Seul/1988, recebeu menção honrosa no masculino. A mesma distinção foi feita à China no feminino.[5]
- Melhores Técnicos - O japonês Yasutaka Matsudaira (seleção japonesa masculina, 1964-1974) e o cubano Eugenio George (seleção cubana feminina, 1990-2000) foram considerados os melhores técnicos do século XX.[6]
  - Menções honrosas: O russo Vyacheslav Platonov e o italiano Julio Velasco entre times masculinos,que era apontado como o favorito para o título. No feminino, Hirofumi Daimatsu (Japão) e Givi Akhvlediani (Rússia) foram mencionados.[5]